# Thomas von Heesen

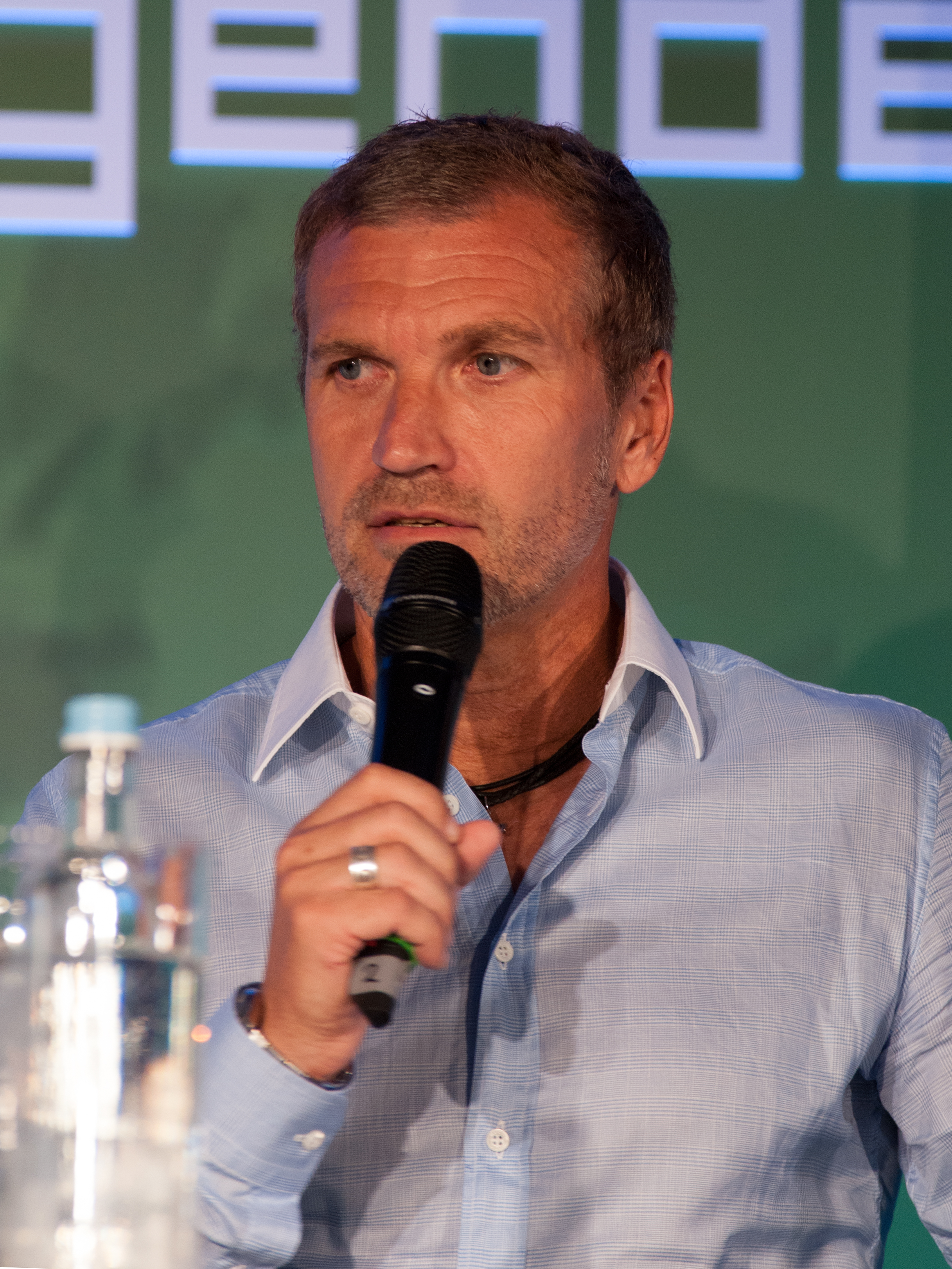
Thomas von Heesen (2014)

Thomas von Heesen (Höxter, 1 oktober 1961) is een Duits voetbaltrainer en voormalig voetballer.

## Spelerscarrière
- 1980-1994 Hamburger SV
- 1995-1997 Arminia Bielefeld

## Trainerscarrière
- 1998-1999 Arminia Bielefeld
- 2000-2003 1. FC Saarbrücken
- 2004 Arminia Bielefeld (ad interim)
- 2005-2007 Arminia Bielefeld
- 2008 1. FC Nürnberg
- 2008-2010 Apollon Limassol
- 2011-2012 Kapfenberger SV
- 2015 Lechia Gdańsk

## Erelijst
Hamburger SV
- Europa Cup

1983